# 伯宾根
伯宾根是德国莱茵兰-普法尔茨州的一个市镇。总面积6.90平方公里，总人口740人，其中男性374人，女性366人（2011年12月31日），人口密度107人/平方公里。